# Laurie Colwin
Laurie Colwin (14 de junio de 1944 - 24 de octubre de 1992) fue una escritora estadounidense que escribió cinco novelas, tres colecciones de cuentos y dos volúmenes de ensayos y recetas. Es conocida por sus retratos de la sociedad neoyorkinas y sus columnas sobre comida en la revista de Gourmet.

## Vida
Colwin nació en Manhattan, Nueva York, y creció en Lago Ronkonkoma (Long Island), Filadelfia y Chicago. Era la segunda hija de Estelle Colwin (de soltera Woolfson) y Peter Colwin. En Filadelfia acudió al Cheltenham High School, que la incluyó póstumamente en su Sala de Fama en 1999.
Desde muy joven, Colwin fue una escritora prolífica. Su primer trabajo apareció en The New Yorker y su primera colección de cuentos se publicó en 1974. Fue una colaboradora habitual en la revista Gourmet y publicó algunos artículos en Mademoiselle, Allure y Playboy. Sus libros de no ficción (Cocina casera y Más cocina casera) son más que libros de recetas, pues incluyen también recuerdos de su vida. En el prefacio a Cocina casera, Colwin escribió: "Incluso en su momento más solitario, un cocinero en la cocina está rodeado por generaciones de cocineros pasados, el asesoramiento y los menús de los cocineros presentes, la sabiduría de los escritores de libros de recetas. En mi cocina me baso en Edna Lewis, Marcella Hazan, Jane Grigson, Elizabeth David, los numerosos contribuyentes de The Charleston Recipes y Margarita Costa (autora de un libro en inglés titulado The Four Seasons Cookery Book),"
El marido de Colwin, Juris Jurjevics, fue el editor jefe de Soho Press durante 20 años y escribió una novela, The Trudeau Vector, publicada en 2003; su hija, Rosa Jurjevics, trabaja en una editorial de Nueva York y es colaboradora del San Diego Reader.
Colwin murió inesperadamente en 1992, en Manhattan, de un ataque de corazón a los 48 años.

## Trabajos
Sus trabajos publicados son Passion and Affect (1974), Shine on, Bright and Dangerous Object (1975), Tantos días felices (1978), The Lone Pilgrim (1981), Wet (1974), Family Happiness (1982), Another Marvelous Thing (1988), Home Cooking (1988), Goodbye without Leaving (1990), More Home Cooking (1993), and A Big Storm Knocked It Over (1993). El cuento An Old-Fashioned Story fue adaptado al cine en una película llamada Ask Me Again que se estrenó el 8 de febrero de 1989.
Sus últimos dos libros, More Home Cooking y A Big Storm Knocked It Over, fueron publicados después de su muerte. También aparece en el libro de fotografía de Nancy Crampton del año 2005 Escritores, en el que aparecen varios retratos de diversas personalidades literarias.